# Charles Cornwallis
Charles Cornwallis, 1. marquess Cornwallis (født 31. december 1738, død 5. oktober 1805) var en engelsk kommandant og koloniguvernør. I USA huskes han mest som  britisk general i den amerikanske uafhængighedskrig. Hans nederlag i 1781 til en amerikansk–fransk styrke ved belejringen af Yorktown regnes ofte som slutningen på krigen. 
Han fulgte sin far i 1762 som den 6. baron Cornwallis og den 2. jarl Cornwallis og blev marquess i 1792.